# Elvira Schuartz
Elvira Manoukian Schuartz (Alexandria, Egito, 1 de abril de 1957) é artista plástica brasileira especializada em vidro. Teve papel importante na divulgação e no ensino de técnicas artesanais com vidro no Brasil.

## Biografia
Filha de pai armênio e mãe judia, Schuartz nasceu no Egito e imigrou para o Brasil junto de seus pais quando ainda era bebê devido à Crise de Suez, em 1957.
Formou-se em psicologia pela UNIP (1979), fez pós-graduação lato sensu em administração pela FAAP (1982), mestrado em comportamento organizacional na PUC-SP (1985) e cursou artes plásticas na Escola Panamericana de Artes. Atuou na área de recursos humanos e também como decoradora na década de 1980. Começou a fazer experimentos com vidro em 1989, quando criou a Zero Design, que mais tarde tornou-se Espaço Zero.
Em 1991 passou dois meses em Murano aprendendo a soprar vidro com Giuliano Tozzi e Gianpaolo Seguso. Ao voltar ao Brasil, trabalhou na Vidraria Nacional, no bairro do Belenzinho, em São Paulo. No mesmo ano, expôs seus trabalhos na galeria Entrée Libre em NY (cujo dono era Richard Widmaier-Picasso, neto de Pablo Picasso) e ganhou um prêmio de design em vidro em Luxemburgo.
Por sugestão de Gianpaolo Seguso, passou a lançar coleções anuais temáticas. A primeira foi Profana (1995), seguida de Meio do Mar (1997), Corpo Frágil (1998), Brasil 500 Anos (1999), Marcas do tempo (2000), Odisséia (2001), Assimetrias (2002), Metamorfose (2003), Yanomâmi (2003), Bahia (2006) e Magma (2008). Trabalha também com séries, como a "Degelo" (2017). 
Desde 2013 Schuartz é membro do ICOM Glass International Committee, conselho internacional de museus especializados em vidro, e coordena o IVI, Instituto do Vidro, museu virtual dedicado ao vidro.

## Ensino de vidro no Brasil
Schuartz foi a primeira pessoa a ensinar técnicas artesanais de vidro quente no Brasil, como fusing, casting, sopro, vitral e maçarico, além de técnicas de corte e colagem de vidro frio. 
Foi também a primeira pessoa a trazer para o Brasil o conceito de studio glass (que teve Dale Chihuly como importante divulgador nos EUA). Essa estrutura permite o trabalho com vidro a quente para pequenos artesões e inclui:
- forno para vidro transparente (também chamado de panela, a uma temperatura 1300°C)
- matéria-prima pré-pronta (vidro transparente em forma de pastilhas)
- cores e fritas em barra para executar a técnica de overlay, onde a cor é derretida e recebe uma capa de vidro transparente (em estruturas grandes, como nas vidrarias de Murano, há uma panela para cada cor).